# La Cré Tonnerre
La Cré Tonnerre is een Belgisch bier. Het bier wordt gebrouwen door Brasserie de Silly te Silly.
La Cré Tonnerre is een blonde tripel met een alcoholpercentage van 7%. Het wort heeft een densiteit van 14° Plato. Bijzonder is dat vóór de tweede gisting van het bier Cubaanse rum wordt toegevoegd.
De naam van het bier verwijst naar een Franstalige Belgische folkgroep "Cré Tonnerre".